# نه (مجموعه تلویزیونی)
نُه (انگلیسی: Nine؛‏ کره‌ای: 나인: 아홉 번의 시간여행) یک مجموعه تلویزیونی محصول کره جنوبی در سال ۲۰۱۳ با بازی لی جین ووک و جو یون هی است. این مجموعه از ۱۱ مارس تا ۱۴ مه ۲۰۱۳، روزهای دوشنبه و سه‌شنبه ساعت ۲۳:۰۰ (کی‌اس‌تی) از تی‌وی‌ان پخش شد.
بر پایه مقاله خبری منتشر شده توسط ددلاین هالیوود در ۲۵ اکتبر ۲۰۱۳، یک بازخلق آمریکایی از این مجموعه توسط ای‌بی‌سی در دست توسعه بود؛ با این حال هیچ‌وقت تولید نشد.